# حشره‌خوار پاسیاه
 حشره‌خوار پاسیاه (نام علمی: Crocidura nigripes) نام یک گونه از سرده حشره‌خوارهای دندان‌سفید است.